# Fedir Abramow
Fedir Oleksijowytsch Abramow (* 8. Märzjul. / 21. März 1904greg. in Lyssytschansk, Russisches Kaiserreich; † 5. Dezember 1982 in Dnipropetrowsk, Ukrainische SSR) war ein ukrainisch-sowjetischer Geologe und Bergbauingenieur.

## Leben
Fedir Abramow studierte bis 1930 am Dnipropetrowsker Bergbauinstitut (ukrainisch Дніпропетровський гірничий інститут), an dem er nach Beendigung des Studiums auch (ab 1952 als  Professor) unterrichtete und 1952 promovierte.
Ab 1962 war er am Institut für Geotechnik und Mechanik der Akademie der Wissenschaften der Ukrainischen SSR zuerst als Laborleiter, ab 1968 als Institutsleiter tätig und seit 1967 war er korrespondierendes Mitglied der Akademie.
Seine Tätigkeit befasste sich der Grubenbewetterung und der Luft- und Gasdynamik in Wellen.
Er starb in Dnipropetrowsk und wurde dort auch beerdigt.

## Ehrungen
- Staatspreis der Ukraine für Wissenschaft und Technik
- Verdienter Wissenschaftler der Ukraine
- Leninorden